# Храм Покрова Пресвятой Богородицы (Ереван)
Храм Покрова Пресвятой Богородицы, или Покровский храм (арм. Քանաքեռի Սուրբ Աստվածածին ռուս ուղղափառ եկեղեցի), — православный храм в Ереване, в округе Канакер, главный приход Русской православной церкви в Армении, находится в ведении Ереванско-Армянской епархии.
Данный Покровский храм, возведённый в начале XX века по типовому проекту, не следует путать с не сохранившимся Покровским собором, воздвигнутым в 1830 году в память о взятии Эриванской крепости 1 октября 1827 года (в день Покрова Богородицы).

## История
Храм был построен в 1913—1916 годы в селении Кенакиры (в 7-и км к северу от Эривани) для расквартированного здесь 1-го Полтавского полка Кубанского казачьего войска. Церковь была построена по типовому проекту для военных церквей (архитектор — Фёдор Михайлович Вержбицкий), утверждённому Строительной комиссией в 1901 году (всего к 1917 году в Российской Империи по этому проекту было выстроено более 60-ти таких церквей).
Первоначальная временная церковь носила имя святого благоверного князя Александра Невского при размещенном здесь казачьем полку и была освящена 29 января 1906 г. в одном из помещений казармы. Этот казачий полк стоял в пригороде Эривани с 1828 года, после того как в октябре 1827 года русские войска отбили город у персов.
Храм был закрыт в 1918 году; здание было обезглавлено и использовалось как госпиталь, офицерский клуб, кинотеатр.
В 1991 году храм вновь открылся. В 2000 году церковь была восстановлена, однако её колокольня и глава были воссозданы без учёта первоначального проекта.

### Визит Гарегина II и Кирилла
17 марта 2010 года Верховный патриарх и католикос всех армян Гарегин II и патриарх Московский и всея Руси Кирилл посетили церковь. Их сопровождали иерархи Армянской Апостольской Церкви, а также члены официальной делегации Русской Православной Церкви. В Покровском храме Патриарх Кирилл совершил молитву и обратился с приветствием к собравщимся в церкви, среди которых были военнослужащие 102-й российской военной базы, дислоцированной в Гюмри. Патриарх Кирилл удостоил наград ряд благотворителей, которые принимали активное участие в реконструкции Покровской церкви. В дар церкви Патриарх передал Казанскую икону Божией Матери, а прихожанам — образки Нерукотворного Спаса с Патриаршим благословением. После этого к присутствующим обратился Католикос всех армян Гарегин II, а затем передал храму Владимирский образ Пресвятой Богородицы, написанный армянскими иконописцами.

## Галерея

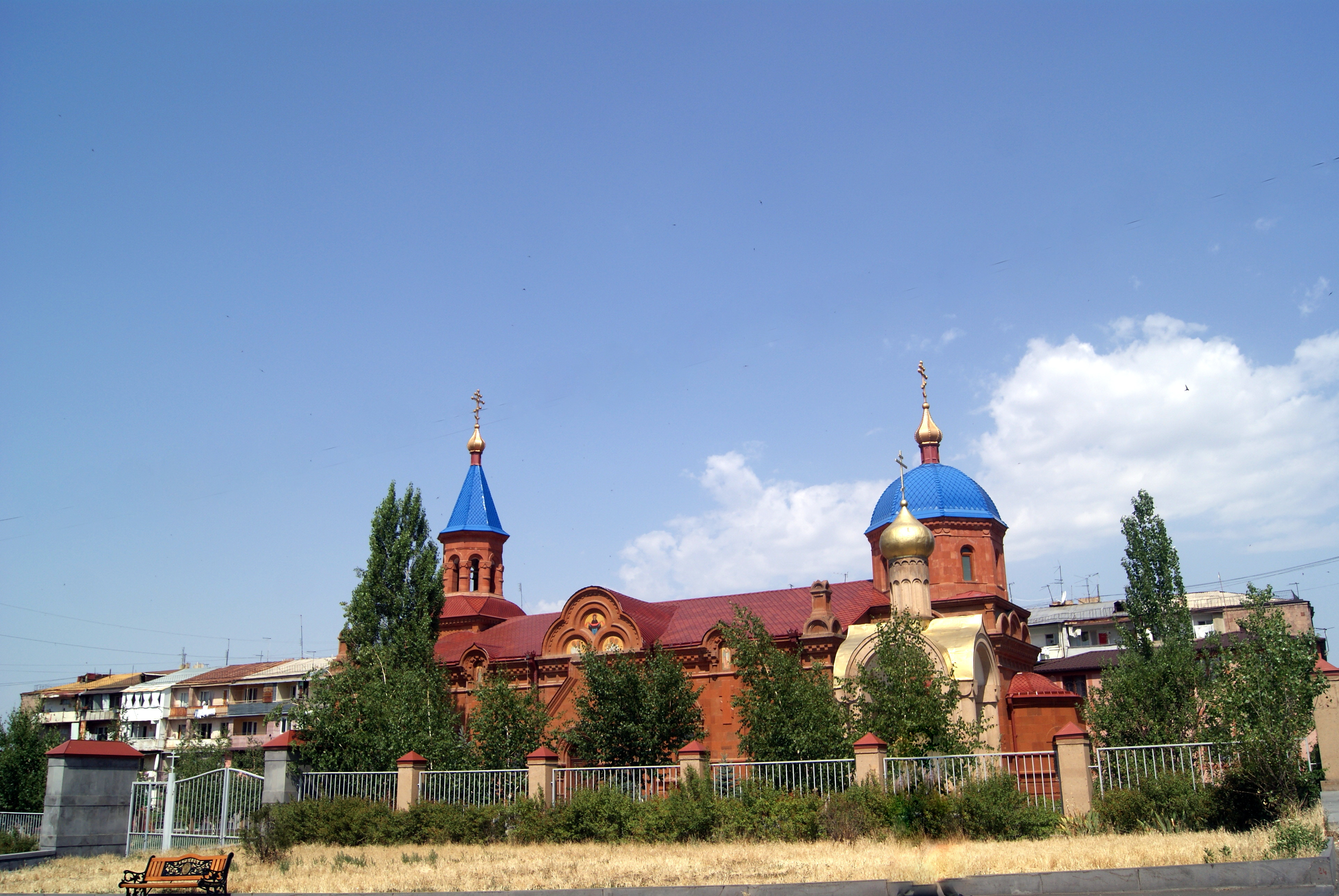
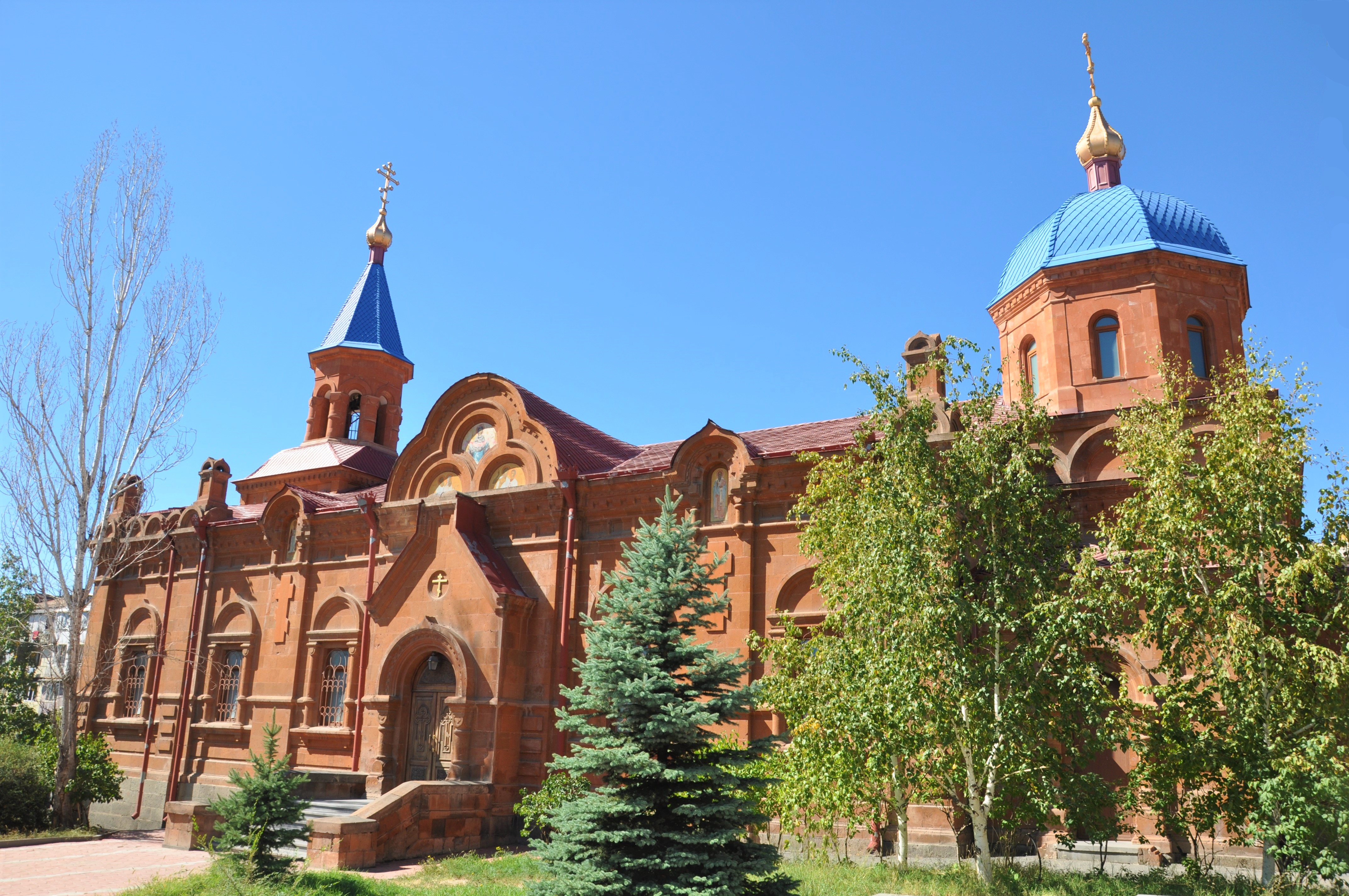
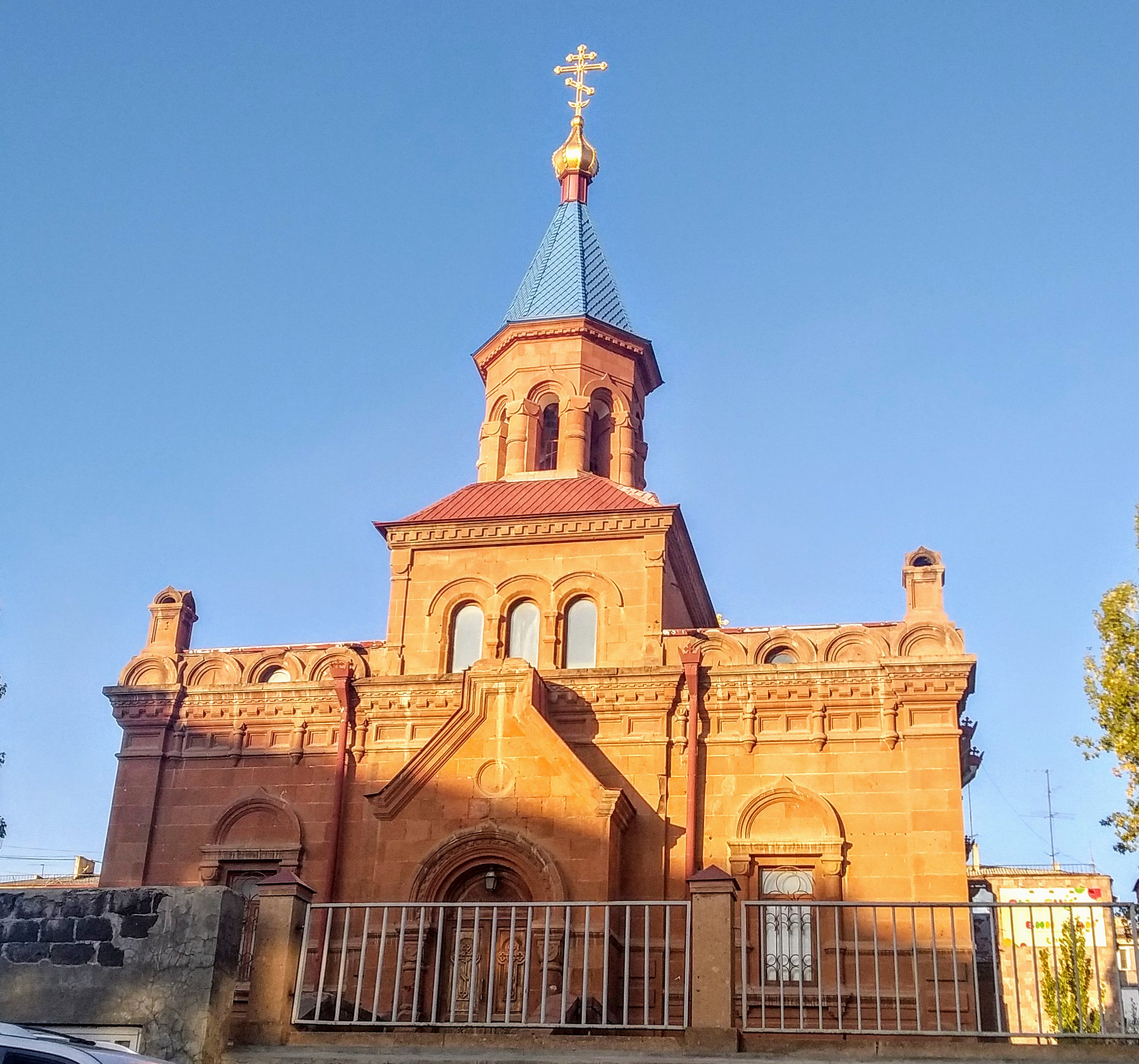
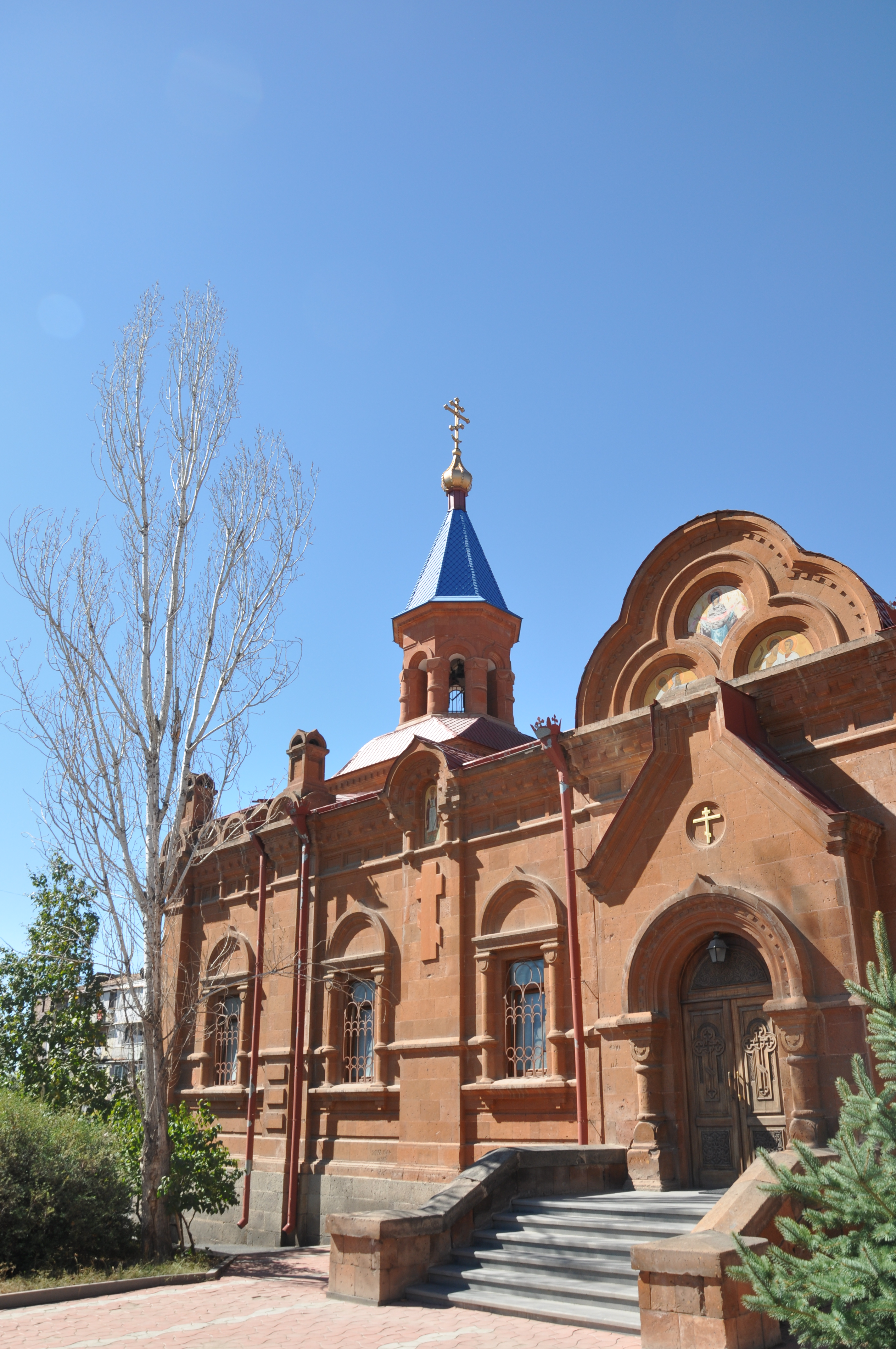
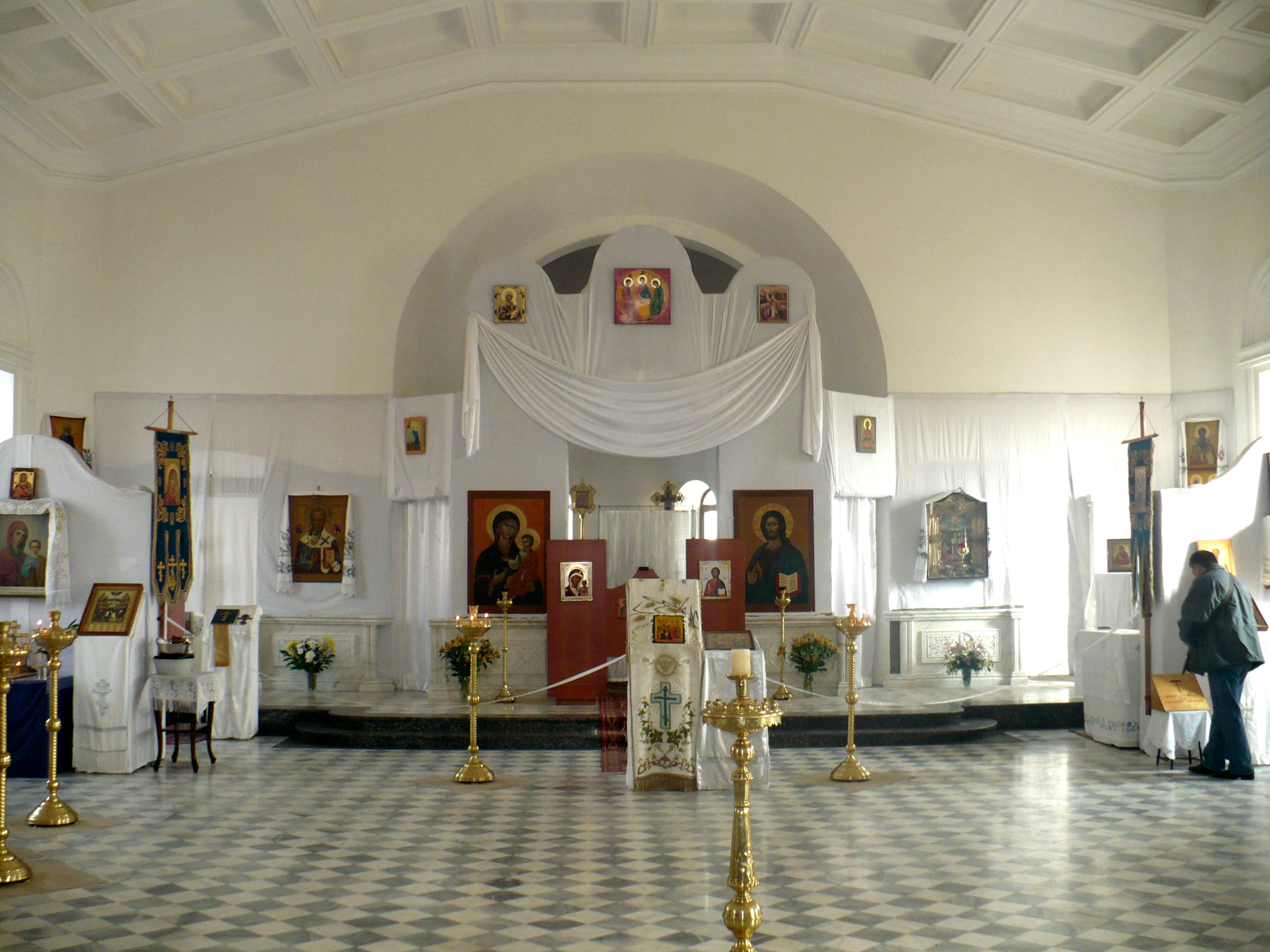
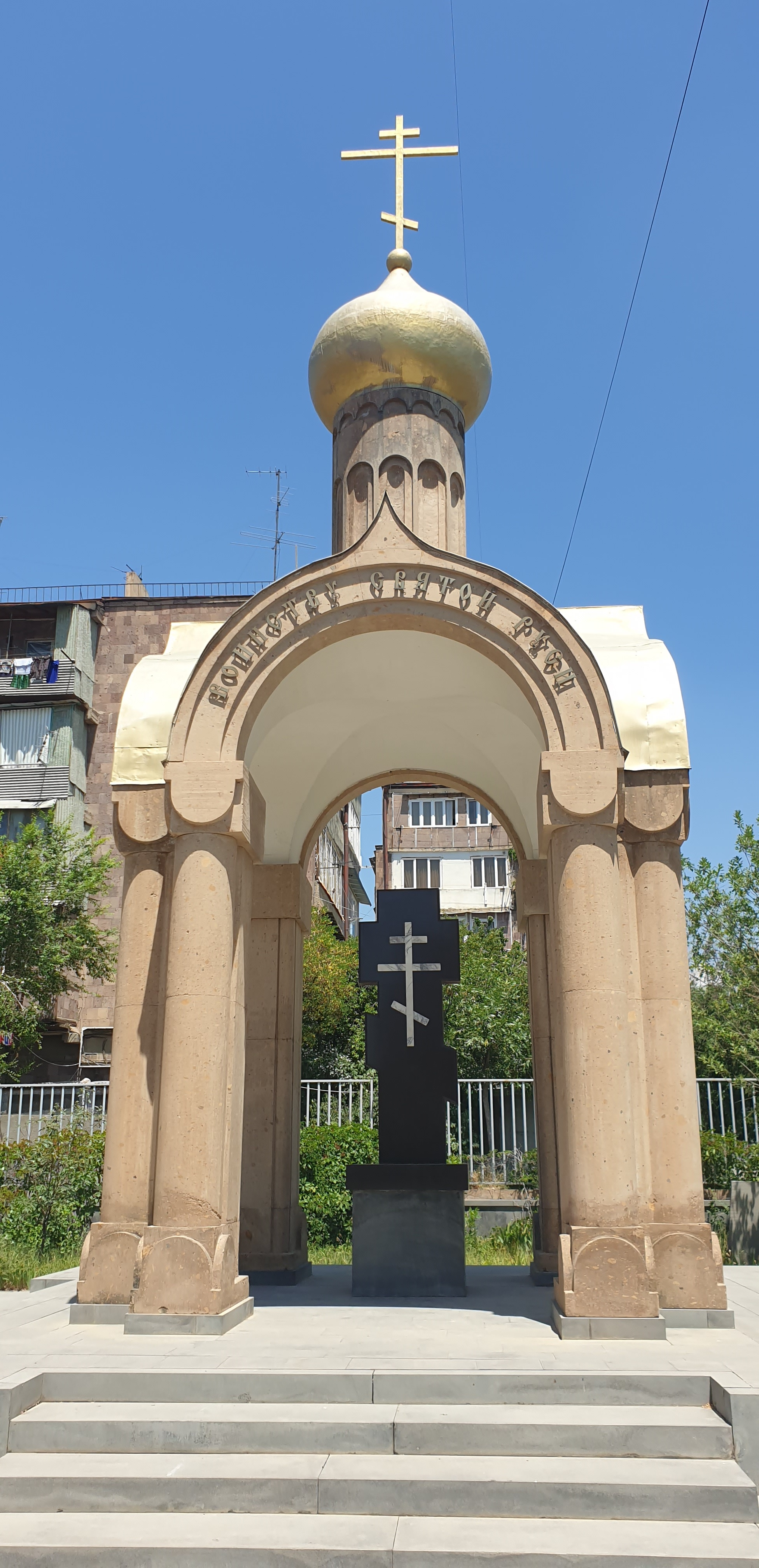
Памятный монумент русским воинам возле Храма
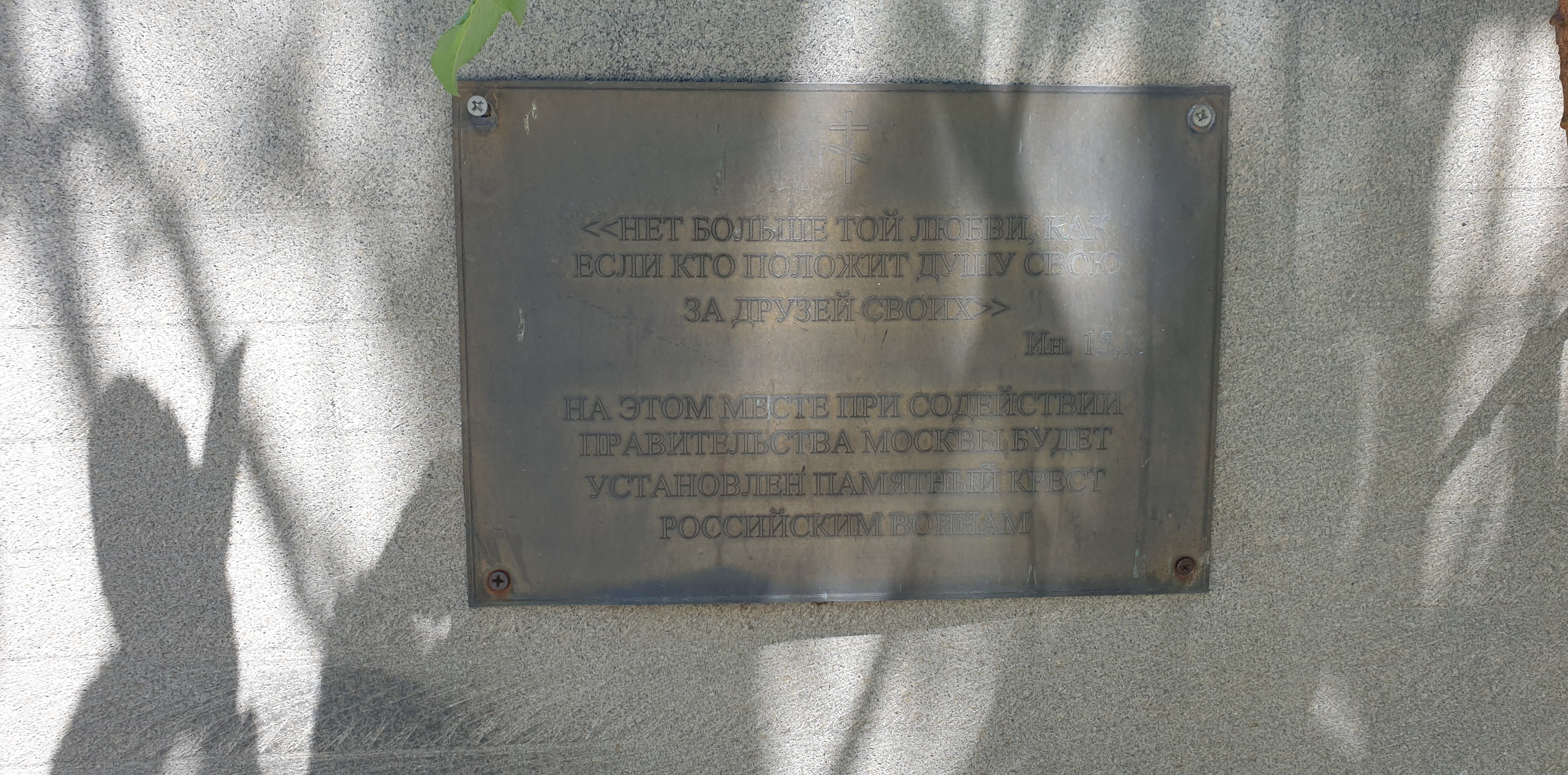
Надпись на Памятном камне около монумента
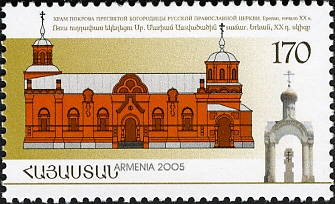
Храм на почтовой марке Армении